# Championnats d'Europe de pentathlon moderne 2011
Navigation
Édition précédente Édition suivante
Les Championnats d'Europe de pentathlon moderne 2011 se sont tenus à Medway au Royaume-Uni.

## Podiums

### Hommes
| Épreuves    | Or                                                  | Argent                                                     | Bronze                                                             |
| ----------- | --------------------------------------------------- | ---------------------------------------------------------- | ------------------------------------------------------------------ |
| Individuel  | Russie Andreï Moïsseïev                             | Russie Sergey Karyakin                                     | Ukraine Dmytro Kirpulyanskyy                                       |
| Par équipes | Russie Sergey Karyakin Ilia Frolov Aleksander Lesun | Italie Pierpaolo Petroni Riccardo De Luca Nicola Benedetti | Tchéquie Ondřej Polívka Michal Sedlecky David Svoboda              |
| Relais      | Hongrie Robert Kasza Ádám Marosi Bence Demeter      | Pologne Łukasz Klekot Bartosz Majewski Szymon Staśkiewicz  | Biélorussie Dmitry Melyakh Mikalai Gayanouski Stanislau Zhurauliou |

### Femmes
| Épreuves    | Or                                                 | Argent                                                | Bronze                                      |
| ----------- | -------------------------------------------------- | ----------------------------------------------------- | ------------------------------------------- |
| Individuel  | Allemagne Lena Schöneborn                          | Hongrie Adrienn Tóth                                  | Ukraine Victoria Tereshuk                   |
| Par équipes | Hongrie Adrienn Tóth Sarolta Kovács Leila Gyenesei | Allemagne Lena Schöneborn Eva Trautmann Annika Schleu | France Amélie Cazé Anaïs Eudes Elfie Arnaud |
| Relais      | Hongrie Adrienn Tóth Sarolta Kovács Leila Gyenesei | Allemagne Lena Schöneborn Eva Trautmann Annika Schleu | France Amélie Cazé Anaïs Eudes Elfie Arnaud |